# Ernst Kraus (Sänger)

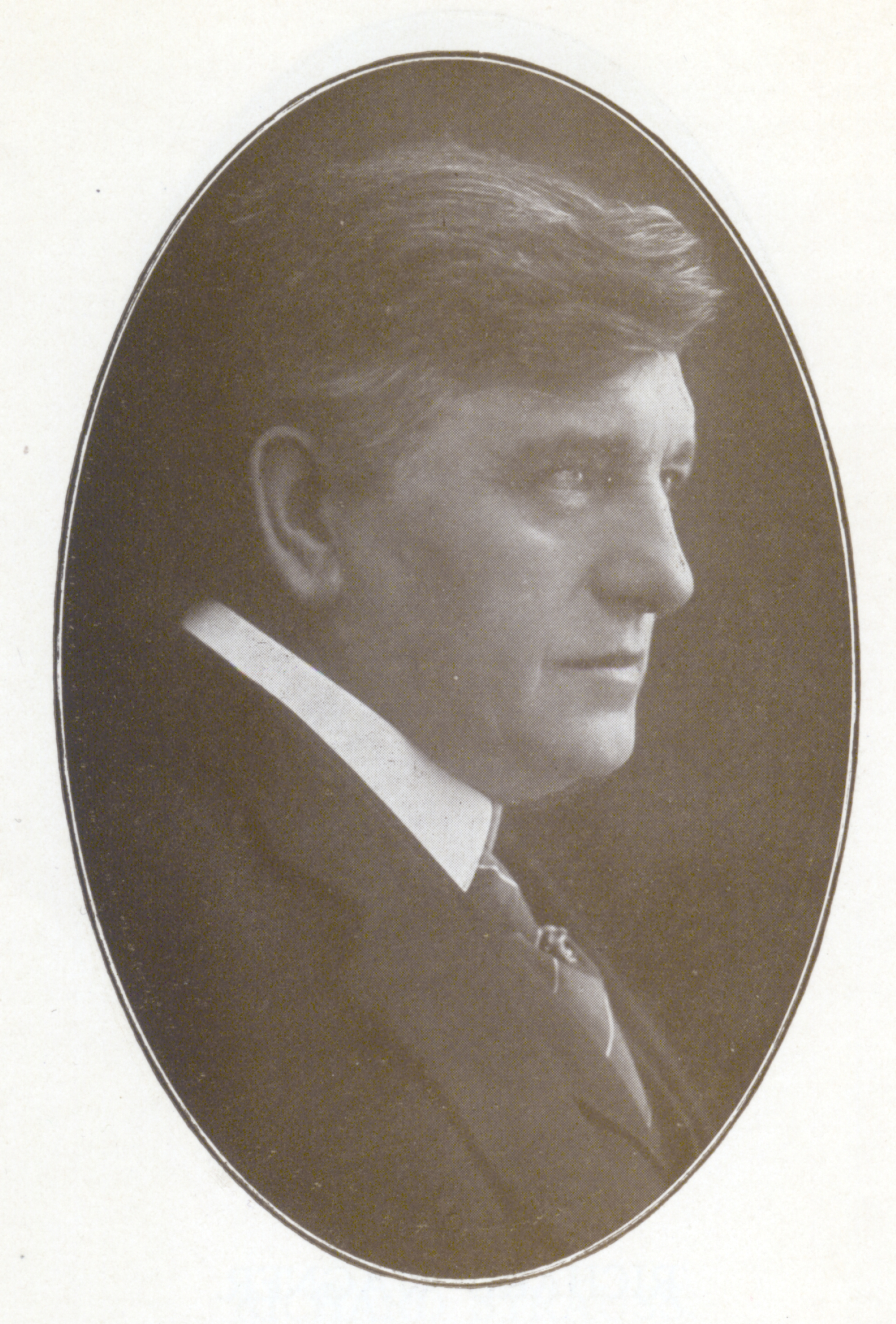
Ernst Kraus, um 1917

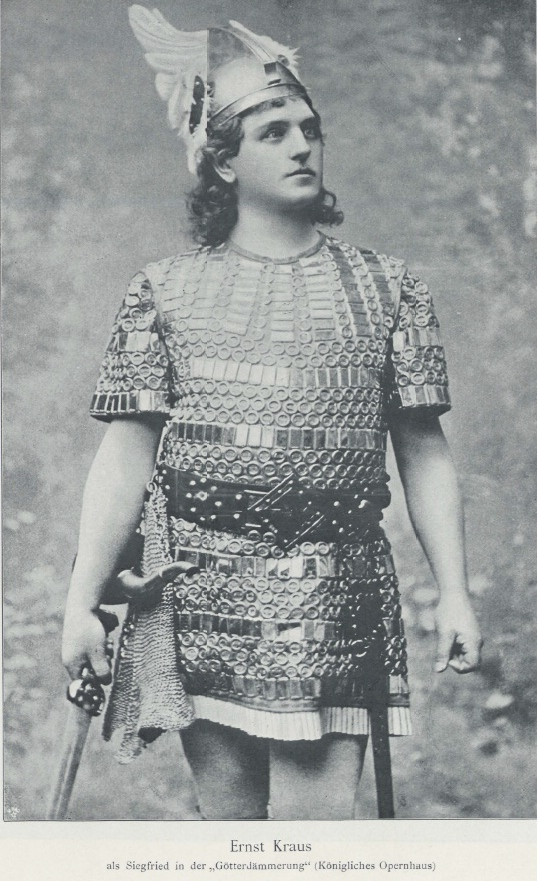
Ernst Kraus, 1901

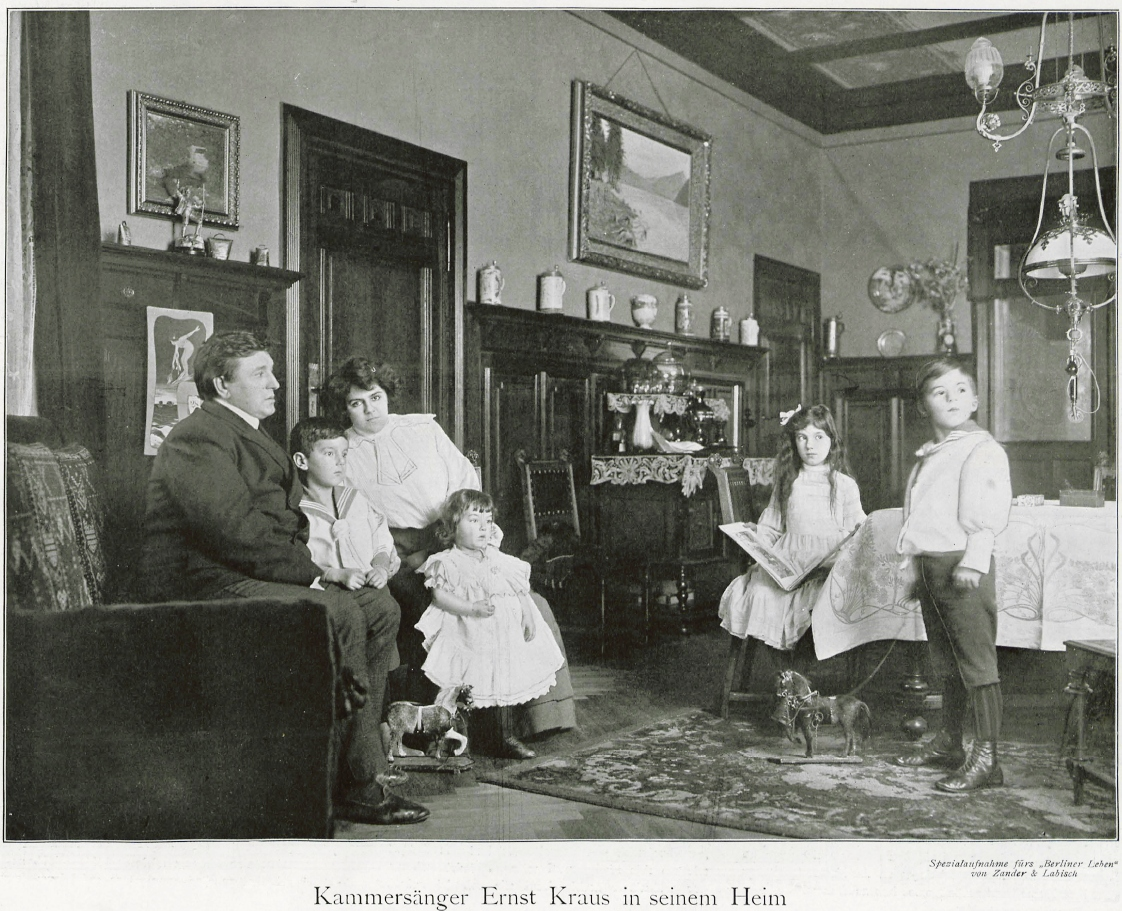
Ernst Kraus mit seiner Familie, 1904. Foto von Zander & Labisch

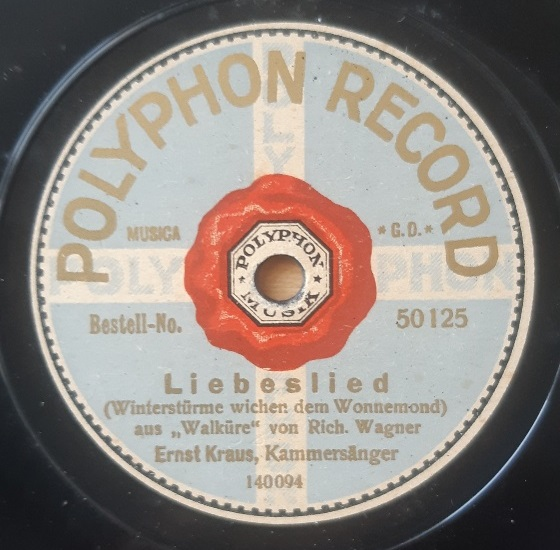
Schallplatte von Ernst Kraus (Berlin 1920)

Ferdinand Ernst Konrad Hermann Kraus (* 8. Juni 1863 in Erlangen; † 5. September 1941 in Walchstadt am Wörthsee) war ein deutscher Opernsänger (Heldentenor).

## Leben
Ernst Kraus wurde am 8. Juni 1863 in Erlangen Altstadt unehelich als Sohn der Helena Babetta Schmidtner, der Tochter eines Strumpfwirkergesellen, Hausnummer 721 (Bayreuther Str. 2) geboren. Sein voller Name lautete Ferdinand Ernst Konrad Hermann Schmidtner. Erst auf allerhöchste Entschließung des Ministeriums des Innern vom 19. Juli 1881 erfolgte, eventuell im Zusammenhang mit dem am 14. April 1881 erfolgten Tod seiner Mutter, die Namensänderung in Kraus. Er wuchs in sehr einfachen Verhältnissen zunächst in Erlangen (Harfengasse 8) und später in München auf. Nach Ausbildungen im Brauer- und im Kaufmannsgewerbe wurde sein Sangestalent im Münchner kaufmännischen Gesangsverein „Die Bären“ entdeckt. 
Bei dessen interner Christbaumfeier am 25. Dezember 1892 trat er als Mitglied eines Gesangsquartettes auf und beeindruckte einen zufällig anwesenden Mitarbeiter der Münchener Neuesten Nachrichten so sehr, dass dieser zwei Wochen später darüber berichtete: „Ein solches Ensemble wird selten gehört… und ist die Frucht eines fleißigen Studiums. Freilich wird auch ein Tenor wie Herr Kraus nur schwer zu finden sein; die Stimmmittel dieses Sängers, der sich der Bühne zu widmen gedenkt, suchen an Umfang, Klangfarbe und Weichheit ihres Gleichen.“  Dank eines Stipendiums studierte Kraus daraufhin Gesang bei Anna Schimon-Regan (München) und später in Mailand.
Einem ersten Konzert in München folgte eine Verpflichtung am Hof- und Nationaltheater in Mannheim, wo er im März 1893 als Tamino in der Zauberflöte debütierte. Seine Auftritte als Erik, Stolzing, Siegmund und Siegfried bei den Richard-Wagner-Festspielen in Bayreuth wurden über Jahre begeistert gefeiert. Bei einem Auftritt in seiner Geburtsstadt Erlangen am 6. November 1906 im Redoutensaal bejubelte man Kraus ebenfalls frenetisch. Gastspiele führten ihn auf Bühnen in Graz, London, Paris, Prag, Schweden, Riga und New York. Ab 1896 bekleidete Ernst Kraus für über 25 Jahre die Position des Ersten Heldentenors an der Berliner Hofoper. Kraus gilt als einer der bedeutendsten Wagnerinterpreten des 20. Jahrhunderts. Mit Enrico Caruso verband ihn ein freundschaftliches Verhältnis.
1923 kehrte Ernst Kraus der Bühne den Rücken und verschrieb sich fortan in München der Ausbildung des Gesangsnachwuchses. Sein Sohn ist der Dirigent Richard Kraus (1902–1978). 1930 zog sich Kraus auf seinen Landsitz am Wörthsee bei München zurück, wo er im Alter von 78 Jahren verstarb.